# Seri (cognome)
Seri è un cognome di lingua italiana.

## Varianti
Il cognome non presenta varianti.

## Origine e diffusione
Cognome tipicamente centro-settentrionale, è presente prevalentemente in Calabria.
Potrebbe costituire una variante sia del cognome Signori, sia del cognome Siri.